# Cala Barca Trencada
Die Cala Barca Trencada ist eine Bucht im Osten der Baleareninsel Mallorca. Die Cala Barca Trencada gehört zum Gebiet der Gemeinde Santanyí.

## Lage und Beschreibung
Die Cala Barca Trencada befindet sich westlich von Portopetro, etwa 1 km entfernt.
Die Bucht hat eine Breite von etwa 30 Metern und eine Länge von etwa 100 Metern.
Rund um die Bucht liegen Hotels, Apartment- und Privathäuser.

## Hotels
- Iberostar Club Cala Barca